# 4th and 26
Con il nome di 4th and 26 si intende un'azione di football americano avvenuta al termine dei tempi regolamentari della gara del divisional round dei playoff dell'11 gennaio 2004 tra i Green Bay Packers e i Philadelphia Eagles.

## Antefatti
I Philadelphia Eagles, vincitori della NFC East e con il miglior record della NFC avevano avuto la possibilità di saltare il primo turno di playoff mentre i Packers, vincitori della NFC North e con il quarto record della conference, giungevano alla partita dopo una vittoria per 33–27 ai tempi supplementari contro i Seattle Seahawks nel turno delle wild card, ottenuta grazie a un intercetto ritornato in touchdown dell'ex giocatore degli Eagles Al Harris. Le squadre si erano già incontrate in precedenza nella stagione regolare e gli Eagles avevano ottenuto la vittoria a Green Bay per 17–14 con un passaggio da touchdown di Donovan McNabb per Todd Pinkston a meno di 30 secondi dal termine in una partita prettamente difensiva. Questo fu il secondo incontro nei playoff tra Packers e Eagles, dopo la finale del campionato NFL 1960, in cui gli Eagles avevano vinto 17–13.

## Riassunto della gara
A metà del primo quarto, il linebacker dei Packers Nick Barnett recuperò un fumble del quarterback avversario Donovan McNabb sulla linea delle 40 yard degli Eagles e il quarterback di Green Bay Brett Favre lanciò un touchdown da 40 yard per Robert Ferguson nella giocata successiva. James Thrash ritornò il successivo kickoff per 36 yard fino alla linea delle 44 yard. McNabb si fece perdonare l'errore precedente correndo per 41 yard fino alla linea delle 15 yard avversarie. Lì però il drive si arrestò e si concluse senza punti dopo che David Akers sbagliò il tentativo di field goal da 30 yard. Con Green Bay tornata in possesso del pallone, Ahman Green corse tre volte per 31 yard prima che Favre passasse il suo secondo touchdown a Ferguson, portando i Packers in vantaggio 14–0 con 1:16 al termine del primo quarto.
Nel secondo quarto, McNabb portò Philadelphia a segnare i primi punti, completando 5 passaggi consecutivi per 77 yard, incluso uno da 45 yard per Todd Pinkston. Chiuse il drive con un passaggio da touchdown da 7 yard per Duce Staley, accorciando lo svantaggio a 14–7. Green Bay ritornò il kickoff e percorse il campo per 67 yard fino alla linea di 1 yard degli Eagles, grazie a una corsa da 33 yard di Green ma su un quarto down, il giocatore scivolò sulla gamba della guardia Mike Wahle e fu placcato senza guadagnare terreno. I Packers persero così il possesso del pallone.
Nel finale del terzo quarto, gli Eagles percorsero 88 yard in 8 giocate, pareggiando la partita, malgrado due penalità da 10 yard in quel drive. McNabb contribuì a tutte le yard guadagnate nel drive, correndone 37 e completando 4 passaggi per 72, incluso un touchdown da 12 yard per Pinkston nella prima azione del quarto periodo.
In seguito, un ritorno di punt di Antonio Chatman da 10 yard diede ai Packers un'ottima posizione di campo, partendo dalla loro linea delle 49 yard. Nella giocata successiva, Favre completò un passaggio da 44 yard per Javon Walker. La difesa di Philadelphia tenne Green Bay fuori dalla end zone ma un field goal di Ryan Longwell da 21 yard portò i Packers in vantaggio per 17–14.

## La giocata
Il drive iniziò con una corsa da 22 yard di Duce Staley ma nella giocata successiva, McNabb lanciò un passaggio incompleto. Sulla situazione di secondo down, gli Eagles furono penalizzati di 5 yard per una falsa partenza. Nella giocata successiva, un sack portò Philadelphia indietro sulla propria linea delle 26 yard e sul terzo McNabb lanciò un altro incompleto. Gli Eagles così si trovarono ad affrontare una situazione di quarto down con 26 yard da guadagnare a 1:12 dal termine della gara. Il successivo passaggio per Freddie Mitchell fu completato per 28 yard (2 in più di quanto necessario per un primo down).
Sul quarto down, la giocata (chiamata 74 Double Go) era una cosiddetta slant route (ossia una che prevede un rilascio verticale per un numero limitato di passi, seguito da un taglio diagonale verso l’interno) per il wide receiver Freddie Mitchell. McNabb lanciò perfettamente a Mitchell nel mezzo della linea secondaria dei Packers. La copertura avversaria saltò e fu aspramente criticata dal commentatore Cris Collinsworth. Il linebacker Nick Barnett, che era responsabile della marcatura di Mitchell, non coprì a dovere. Inspiegabilmente, Darren Sharper, che era parzialmente responsabile della marcatura in profondità di Mitchell, si posizionò oltre il marcatore del primo down per tentare un intercetto invece di prevenire la giocata. L'unico giocatore che andò vicino a placcare Mitchell, la safety dei Packers Bhawoh Jue, arrivò in ritardo, non riuscendo a impedire la chiusura del down. Mitchell completò una ricezione in salto e fu placcato sulla linea delle 46 yard di Green Bay, dando agli Eagles il primo down. Il commentatore Joe Buck criticò il posto dove fu piazzato il pallone, dal momento che apparve dalle immagini televisive che Mitchell avesse a malapena superato la linea, ma gli arbitri concessero alcune yard aggiuntive.
Dopo un'altra corsa di McNabb che diede un primo down, David Akers segnò il pareggio con un field goal da 37 yard, mandando la gara ai tempi supplementari. Lì la safety degli Eagles Brian Dawkins intercettò un passaggio errante di Brett Favre e lo ritornò per 35 yard. Ciò diede modo ad Akers di calciare il field goal della vittoria degli Eagles per 20-17.

## Eventi successivi
Il coordinatore difensivo dei Packers Ed Donatell fu licenziato cinque giorni dopo, il 16 gennaio 2004. Gli Eagles avanzarono fino alla finale della NFC, dove persero contro i Carolina Panthers, 14–3, chiudendo la loro stagione.
I Packers e gli Eagles si incontrarono nuovamente nella stagione regolare 2004 a Filadelfia, dove i Packers venivano da sei vittorie consecutive, mentre gli Eagles si trovavano su un record di 11–1. I Packers speravano di vendicarsi della sconfitta nei playoff precedenti ma gli Eagles dominarono la partita, vincendo 47–17 , dopo essersi portati in vantaggio per 35–0. McNabb lanciò 5 touchdown e un record di franchigia di 464 yard. Entrambe le squadre tornarono a vincere le proprie division nel 2004 e fecero ritorno ai playoff. I Packers persero nel primo turno contro i Minnesota Vikings, mentre gli Eagles giunsero fino al Super Bowl XXXIX, la loro prima finale in 24 anni, perdendo contro i New England Patriots.
Nel 2011 e 2012, la giocata "4th and 26" fu citata negli articoli di Advanced Football Analytics e del Journal of Quantitative Analysis in Sports. Entrambi gli articoli parlarono del processo markoviano utilizzato dall'autore per stimare la probabilità di una serie di eventi nel football. L'autore si chiese: "Qual è la probabilità che un drive che contenga una situazione di quarto down e 26 dalla propria linea delle 25 yard si concluda con un field goal vincente? Secondo il modello di Markov, tale possibilità era di 1 su 175."
Prima di un incontro nel 2016 fra Eagles e Packers a Filadelfia, l'operatore del tabellone segnapunti scrisse "4th and 26" per provocare i tifosi avversari. Tuttavia i Packers vinsero quella sfida per 27–13.
Nel 2019, durante le celebrazioni per il centesimo anniversario della lega, la NFL classificò "4th and 26" al 69º posto tra le migliori cento gare della sua storia.